# Endospermum banghamii
Endospermum banghamii är en törelväxtart som beskrevs av Elmer Drew Merrill. Endospermum banghamii ingår i släktet Endospermum och familjen törelväxter. Inga underarter finns listade i Catalogue of Life.